# Mainzer Straße (Berlin-Wilmersdorf)
Die Mainzer Straße im Ortsteil Wilmersdorf in Berlin verläuft von der Koblenzer Straße zum Bundesplatz und kreuzt etwa auf halbem Wege die Weimarische Straße.
Die zwischen dem mittlerweile zugeschütteten Wilmersdorfer See und dem südlichen Teil der Ringbahn nahe den U- und S-Bahnhöfen Bundesplatz gelegene und in direkter Ost-West-Richtung verlaufende Straße existierte zwischen der Weimarschen Straße (später: Weimarische Straße) und dem Kaiserplatz (heute: Bundesplatz) bereits vor 1874. Damals trug sie bis etwa 1876 die Bezeichnung Baiernstraße nach dem jetzigen Freistaat Bayern. Die damalige Schreibweise des heutigen Freistaates Bayern wurde zwar 1825 offiziell geändert, aber die Schreibweise der Baiernstraße wurde bis zu ihrer Umbenennung beibehalten. Danach wurde sie nach dem aus den Befreiungskriegen bekannten preußischen General Adolf von Lützow in Lützowstraße umbenannt. Diesen Namen trug sie bis 1890. Während des „Baubooms“ zur Gründerzeit wurde die Straße etwa um 1900 in Richtung Westen bis zur Koblenzer Straße (damalige Schreibweise Coblenzer Straße) erweitert.
1890 wurde der jetzige Name vergeben. Diese Bezeichnung erhielt die Straße nach Kaiser Wilhelm I., der 1858 Gouverneur der Festung Mainz war, bis er 1861 preußischer König wurde. Alle damaligen Straßennamen um den Kaiserplatz nehmen Bezug auf ihn, wie auch beispielsweise die Wilhelmsaue. Von 1850 bis 1858 war Prinz Wilhelm zuvor preußischer Generalgouverneur in Koblenz gewesen, was den Anlass für die Namensgebung Koblenzer Straße gab.
Die Weimarische Straße, die von der Mainzer Straße gekreuzt wird, bekam ihre Benennung nach Augusta, der Gemahlin Wilhelms I., die aus dem Hause Sachsen-Weimar stammte. Nach ihr war auch die parallel zur Koblenzer Straße verlaufende Augustastraße (heute: Blissestraße) benannt. An der Kreuzung der Mainzer und Weimarischen Straße fand bis zum 4. September 2017 zweimal in der Woche einer der sechs Wilmersdorfer Wochenmärkte statt.